# Hillary Jordan
Hillary Jordan (Dallas, 1963) é uma escritora estadunidense. Condecorada com o Master of Fine Arts pela Universidade Columbia, tornou-se conhecida pelas obras Mudbound (2008) e When She Woke (2011), que lhe renderam inúmeros prêmios. Seu primeiro romance foi adaptado para o cinema em 2017 com o filme Mudbound.